# Ар-Рахман (сура)
Ар-Рахма́н (араб. الرحمن — Милостивый) — пятьдесят пятая сура Корана. Сура мекканская.  Состоит из 78 аятов.

## Содержание
Сура перечисляет милости Аллаха и его дары, начиная с самой великой милости — с обучения Священному Корану. Сура затрагивает наказание в аду грешников, отвергающих милости Аллаха и воскресение, и подробно рассказывает о блаженстве, уготованном богобоязненным в раю.

 Милостивый ۝ научил Корану, ۝ создал человека ۝ и научил его изъясняться. ۝ Солнце и Луна движутся согласно рассчитанному порядку. ۝ Травы (или звезды) и деревья совершают поклоны. ۝ Он возвысил небо и установил весы, ۝ чтобы вы не преступали границы дозволенного на весах. ۝ Взвешивайте беспристрастно и не занижайте вес. ۝ Он установил землю для тварей. ۝ На ней есть фрукты и финиковые пальмы с чашечками (или волокнами), ۝ а также злаки с листьями и травы благоуханные. ۝ Какую же из милостей вашего Господа вы считаете ложью? 
—  55:1—13 (Кулиев)